# Peter Fritschel
Peter K. Fritschel ist ein US-amerikanischer Physiker, Laser-Experte und leitender Wissenschaftler bei dem Gravitationswellendetektor LIGO, wo er am Bau und der Entwicklung des Detektors von Beginn an wesentlich beteiligt war.
Fritschel arbeitete nach dem Bachelor-Abschluss am Swarthmore College 1984 zunächst in der Industrie an Lasern und promovierte 1992 am Massachusetts Institute of Technology (Dissertation Techniques for Laser Interferometer Gravitational Wave Detectors) bei Rainer Weiss. Er ist Direktor des LIGO am MIT (an dessen Kavli Institute for Astrophysics and Space Research) und Chief Detector Scientist von LIGO (2018).
2018 erhielt er den Charles Hard Townes Award für Fortschritte in quantenmechanisch begrenzten Präzisionsmessungen in den Advanced LIGO Detektoren, die zur ersten direkten Beobachtung von Gravitationswellen führten. Außerdem erhielt er den Lancelot M. Berkeley – New York Community Trust Prize.